# Липовая аллея (Москва)
Ли́повая алле́я — аллея, расположенная в Северном административном округе города Москвы на территории района Аэропорт.

## История
Аллея получила своё название в XIX веке по обрамляющим её липам.

## Расположение
Липовая аллея проходит по территории Петровского парка от площади Космонавта Комарова, на которой организован круговой перекрёсток с Дворцовой, Правой Дворцовой, Левой Дворцовой, Летней и Нарышкинской аллеями, на северо-восток до Петровско-Разумовской аллеи. Нумерация домов начинается от площади Космонавта Комарова.

## Примечательные здания и сооружения
По нечётной стороне:
По чётной стороне:

## Транспорт

### Наземный транспорт
По Липовой аллее не проходят маршруты наземного общественного транспорта. У северо-восточного конца аллеи, на Петровско-Разумовской аллее, расположена остановка «Петровско-Разумовская аллея» автобусов № 84, 105, 105к, 384.

### Метро
- Станция метро «Динамо» Замоскворецкой линии — юго-восточнее аллеи, на Ленинградском проспекте, станция «Петровский парк» Большой кольцевой линии — южнее аллеи, на Театральной аллее.